# Xifias (1912)
Xifias (gr.: Ξιφίας) – grecki okręt podwodny z czasów wojen bałkańskich i okresu I wojny światowej, druga jednostka typu Delfin. Okręt został zwodowany w czerwcu 1912 roku w stoczni Schneidera w Chalon-sur-Saône, a do służby w Marynarce Grecji wszedł w marcu 1913 roku. Jednostka wzięła udział w wojnach bałkańskich, zaś latach 1917–1918 służyła pod banderą Marine nationale, obsadzona przez francuską załogę. Zwrócona Grecji po zakończeniu I wojny światowej, w 1920 roku została skreślona z listy floty i sprzedana na złom w roku następnym.

## Projekt i budowa
Jednostka została zamówiona przez rząd Grecji w 1909 roku. Projekt okrętu był dziełem inż. Maxime’a Laubeufa. „Xifias” zbudowany został w stoczni Schneidera w Chalon-sur-Saône. Stępkę okrętu położono w 1910 roku, został zwodowany w czerwcu 1912 roku, a do służby w Wasilikon Naftikon przyjęto go w marcu 1913 roku.

## Dane taktyczno–techniczne
„Xifias” był okrętem podwodnym średniej wielkości, o długości całkowitej 50 metrów, szerokości 4,7 metra i zanurzeniu 2,7 metra. Wyporność w położeniu nawodnym wynosiła 310 ton, a w zanurzeniu 460 ton. Okręt napędzany był na powierzchni przez dwa silniki wysokoprężne Schneider-Carels o łącznej mocy 720 koni mechanicznych (KM). Napęd podwodny zapewniały dwa silniki elektryczne Schneider o łącznej mocy 460 KM. Dwuśrubowy układ napędowy pozwalał osiągnąć prędkość 13 węzłów na powierzchni i 8,5 węzła w zanurzeniu.
Okręt wyposażony był w pięć wyrzutni torped kalibru 450 mm: jedną wewnętrzną na dziobie oraz cztery zewnętrzne systemu Drzewieckiego, z łącznym zapasem 6 torped.
Załoga okrętu składała się z 24 oficerów, podoficerów i marynarzy.

## Służba
Świeżo wcielony do służby okręt wziął udział w wojnach bałkańskich. W 1917 roku „Xifias” został zajęty przez Francuzów i wcielony do Marine nationale. Jednostka powróciła pod grecką banderę w 1918 roku. Po dwóch latach okręt skreślono z listy floty i w 1921 roku został sprzedany na złom.